# Isla de Tinharé

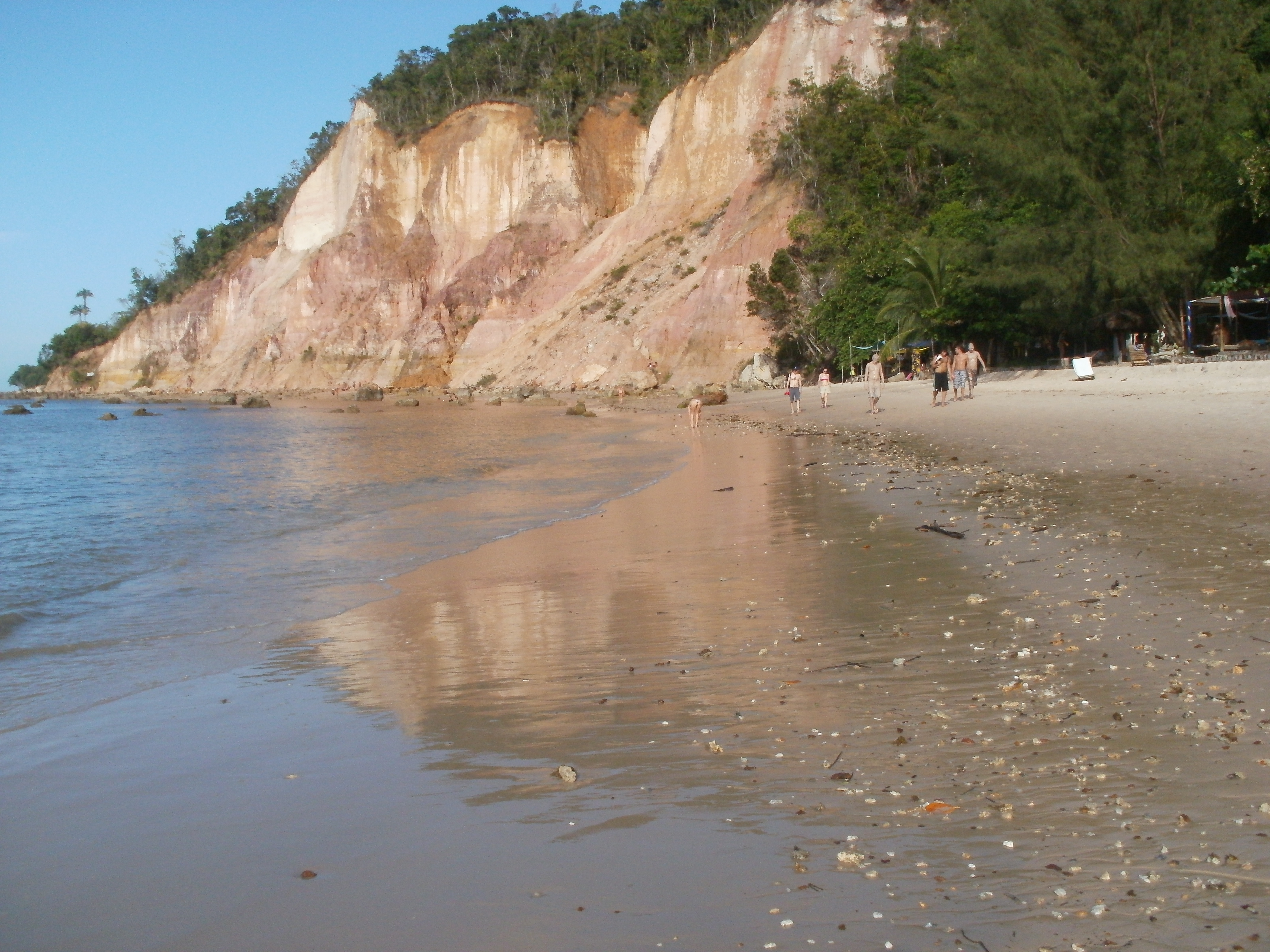
Playa de la Argila, en Gamboa, isla de Tinharé.

La isla de Tinharé (en portugués: Ilha de Tinharé) es una isla de la costa atlántica de Brasil que se encuentra en el municipio de Cairu, en la costa del estado de Bahía.
Constituye uno de los lugares turísticos más visitados en el noreste de Brasil.
En el morro de São Paulo, la ciudad de Tinharé es accesible a través de catamarán o barco desde el río que pasa por la ciudad de Valença. Muy cerca se encuentra la isla de Boipeba, ambas pertenecientes al municipio de Cairu.
La isla ofrece hermosas playas, donde hay restaurantes con comida típica de Bahía, en especial pescados y mariscos. Hay varias posadas y hoteles, así como tiendas de artesanía local.